# Linia 17 metra w Paryżu
Linia 17 metra w Paryżu – linia paryskiego metra budowana w ramach projektu Grand Paris Express. Linia będzie obsługiwała najbliższe przedmieścia stolicy (fr. petit couronnes); żadna z budowanych stacji nie znajdzie się w administracyjnych granicach Paryża. Po ukończeniu linia będzie miała długość 26,5 km i 9 stacji (w tym trzy wspólne z linią szesnastą).
Realizację podzielono na trzy etapy: pierwszy (odcinek od przystanku Saint-Denis Pleyel do Le Bourget – Aéroport) planowo zostanie otwarty jesienią 2026 roku; drugi (odcinek od przystanku Le Bourget – Aéroport do Parc des Expositions) planowo zostanie otwarty w 2028 roku oraz trzeci (odcinek od przystanku Parc des Expositions do Le Mesnil-Amelot) planowo zostanie otwarty w 2030 roku.
Linia będzie obsługiwana pociągami MR3V produkcji Alstom. Trzywagonowe składy o długości 54 m i szerokości 2,8 m będą w pełni automatyczne.

## Lista stacji

### W budowie
| # | Nazwa                         | Miejscowość            | Otwarcie | Przewidywana liczba pasażerów dziennie | Głębokość/wysokość | Projektant                      | Możliwe przesiadki |
| - | ----------------------------- | ---------------------- | -------- | -------------------------------------- | ------------------ | ------------------------------- | ------------------ |
| 1 | Le Mesnil-Amelot              | Le Mesnil-Amelot       | 2030     | 5 000                                  | -6 m               | Explorations Architecture       | –                  |
| 2 | Aéroport Charles-de-Gaulle T4 | Le Mesnil-Amelot       | 2030     | –                                      | –                  | –                               | –                  |
| 3 | Aéroport Charles-de-Gaulle T2 | Le Mesnil-Amelot       | 2030     | 40 000                                 | -40 m              | Benthem Crouwel                 |                    |
| 4 | Parc des Expositions          | Villepinte             | 2028     | 12 000                                 | +14 m              | Dietmar Feichtinger Architectes |                    |
| 5 | Triangle de Gonesse           | Gonesse                | 2028     | 15 000                                 | -13,5 m            | Atelier Novembre                | –                  |
| 6 | Le Bourget – Aéroport         | Le Blanc-Mesnil; Dugny | 2026     | 25 000                                 | -20 m              | Atelier Novembre                | –                  |
| 7 | Le Bourget RER                | Le Bourget             | 2026     | 55 000                                 | -22 m              | Elizabeth de Portzamparc        |                    |
| 8 | La Courneuve – Six Routes     | La Courneuve           | 2026     | 34 000                                 | -20 m              | ChartierDalix                   |                    |
| 9 | Saint-Denis Pleyel            | Saint-Denis            | 2026     | 250 000                                | -28 m              | Kengo Kuma                      |                    |